# Goethestein (Teufelsmauer)

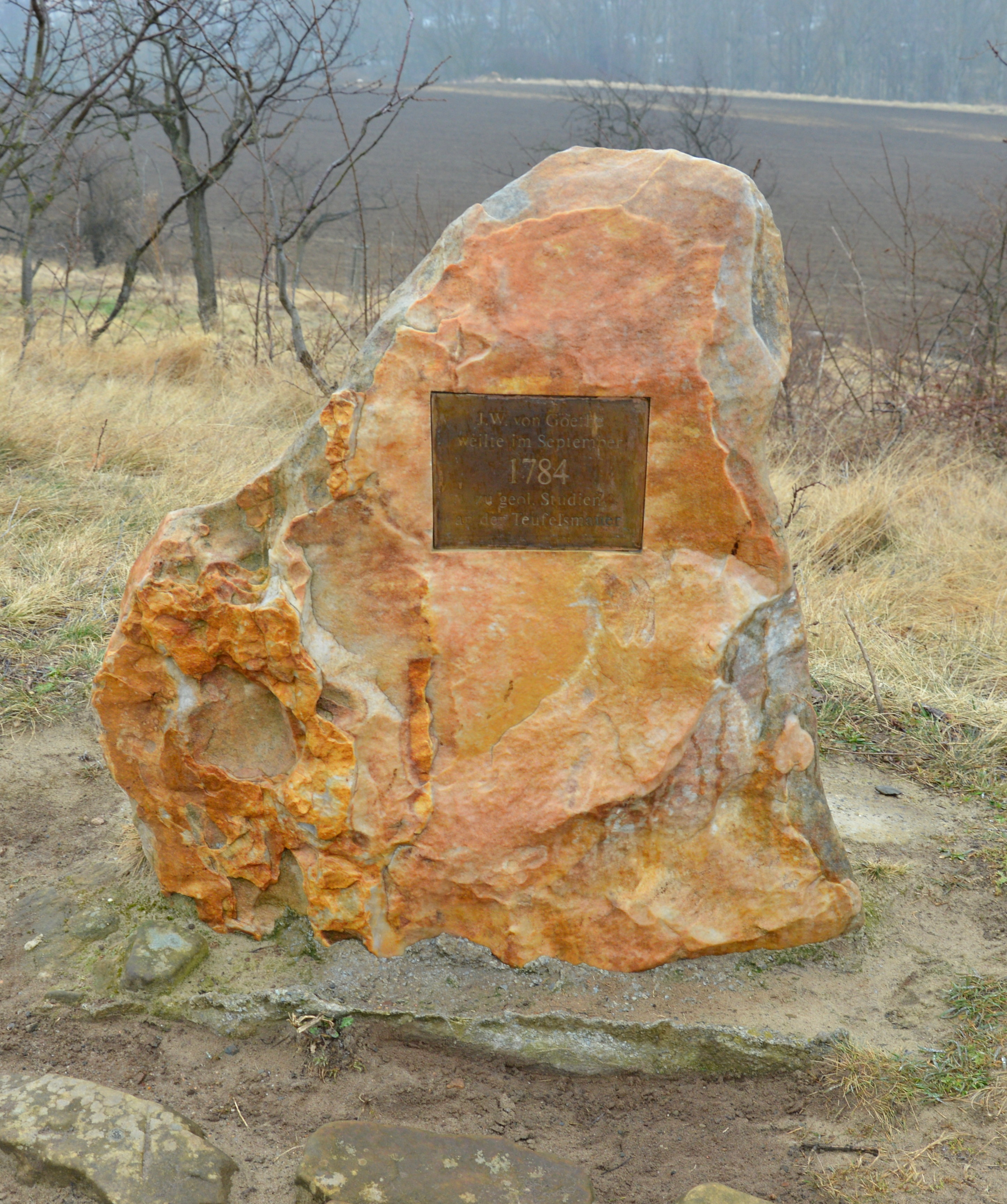
Goethestein

Der Goethestein ist ein Gedenkstein am Königstein der Teufelsmauer im nördlichen Harzvorland auf dem Gebiet der Stadt Thale bei Weddersleben im Landkreis Harz in Sachsen-Anhalt.
Er soll an den Besuch Johann Wolfgang von Goethes an dieser Stelle am 10. September 1784 erinnern. Goethe war in Begleitung des Malers Georg Melchior Kraus und wollte geologische Untersuchungen vornehmen. Der Stein wurde etwa 2005/2006 errichtet und geht auf eine Initiative des Fördervereins Teufelsmauer Weddersleben zurück. Errichtet wurde er an einem Punkt, der als konkreter Aufenthaltsort Goethes überliefert ist, da Kraus von diesem Standpunkt aus ein Bild zeichnete.
Der Goethestein besteht aus einem Findling, in dessen Frontseite eine Gedenktafel eingefügt ist. Die Gedenktafel trägt die Inschrift:
J.W. von Goethe

weilte im September

1784

zu geol. Studien

an der Teufelsmauer